# Susanne Ehrhardt
Susanne Ehrhardt ist eine deutsche Musikerin.

## Ausbildung
Susanne Ehrhardt studierte nach dem Abitur Klarinette und Blockflöte an der Hochschule für Musik „Hanns Eisler“ in Berlin bei Ewald Koch und Reinhold Krug. Sie vertiefte ihr Blockflötenspiel bei Walter van Hauwe in Amsterdam. Am Königlichen Konservatorium Den Haag erwarb sie das Diplom für historische Klarinette bei Eric Hoeprich.

## Konzerttätigkeit
Susanne Ehrhardt ist als freischaffende Musikerin mit Klarinette und Blockflöte zu hören. Sie tritt u. a. mit Matthias Eisenberg und Michael Schönheit auf. Sie gastierte u. a. in den Philharmonien in Berlin und Köln, im Konzerthaus Berlin, im Gewandhaus Leipzig, im Gasteig München und im Concertgebouw Amsterdam. Konzertreisen führten sie in fast alle Länder Europas, in die USA, Mittel- und Südamerika, Südostasien, Japan und Australien. Sie war Gast mehrerer internationaler Musikfestivals, u. a. der Leipziger Bachtage und der Bach-Tage Berlin.

## Lehrtätigkeit
Schon während ihres Studiums baute Susanne Ehrhardt die Blöckflötenklasse der Hochschule „Felix Mendelssohn Bartholdy“ in Leipzig auf. Seit über achtzehn Jahren leitet sie die Blockflötenklasse der Hochschule für Musik „Hanns Eisler“ in Berlin. Seit 2004 unterrichtet sie auch an der Hochschule Lausitz (heute Brandenburgische Technische Universität Cottbus-Senftenberg), seit 2007 ist sie dort Honorarprofessorin für Blockflöte, Klarinette und deren historische Vorläufer. Sie leitet jährlich zwei Kurse für Alte Musik an der Musikakademie Schloss Rheinsberg.

## CD (Auswahl)
- Susanne Ehrhardt – Hexentanz & Vogelgesang, CFM, 1995
- Canzonen und Tänze des Frühbarock (mit Angelika Oertel, Christian Beuse und Klaus Eichhorn), NCA, 1999
- Susanne Ehrhardt – Blockflöte, CFM, 2003
- Susanne Ehrhardt – Virtuose Blockflötenkonzerte, CFM, 2004
- Susanne Ehrhardt/Matthias Grünert: Barocke Klarinetten- und Orgelmusik, CFM, 2005

## Schriften
- Die siegreiche Nachtigall (Bearbeitung von Duos für Sopran- und Tenorblockflöte nach Cembalomusik des 16. und 17. Jahrhunderts), Friedrich Hofmeister Musikverlag 2002, ISMN 979-0-20342155-9 (Suche im DNB-Portal)